# Chthonasellus bodoni
Chthonasellus bodoni là một loài chân đều trong họ Asellidae. Loài này được Argano & Messana miêu tả khoa học năm 1991.